# Eurihalino

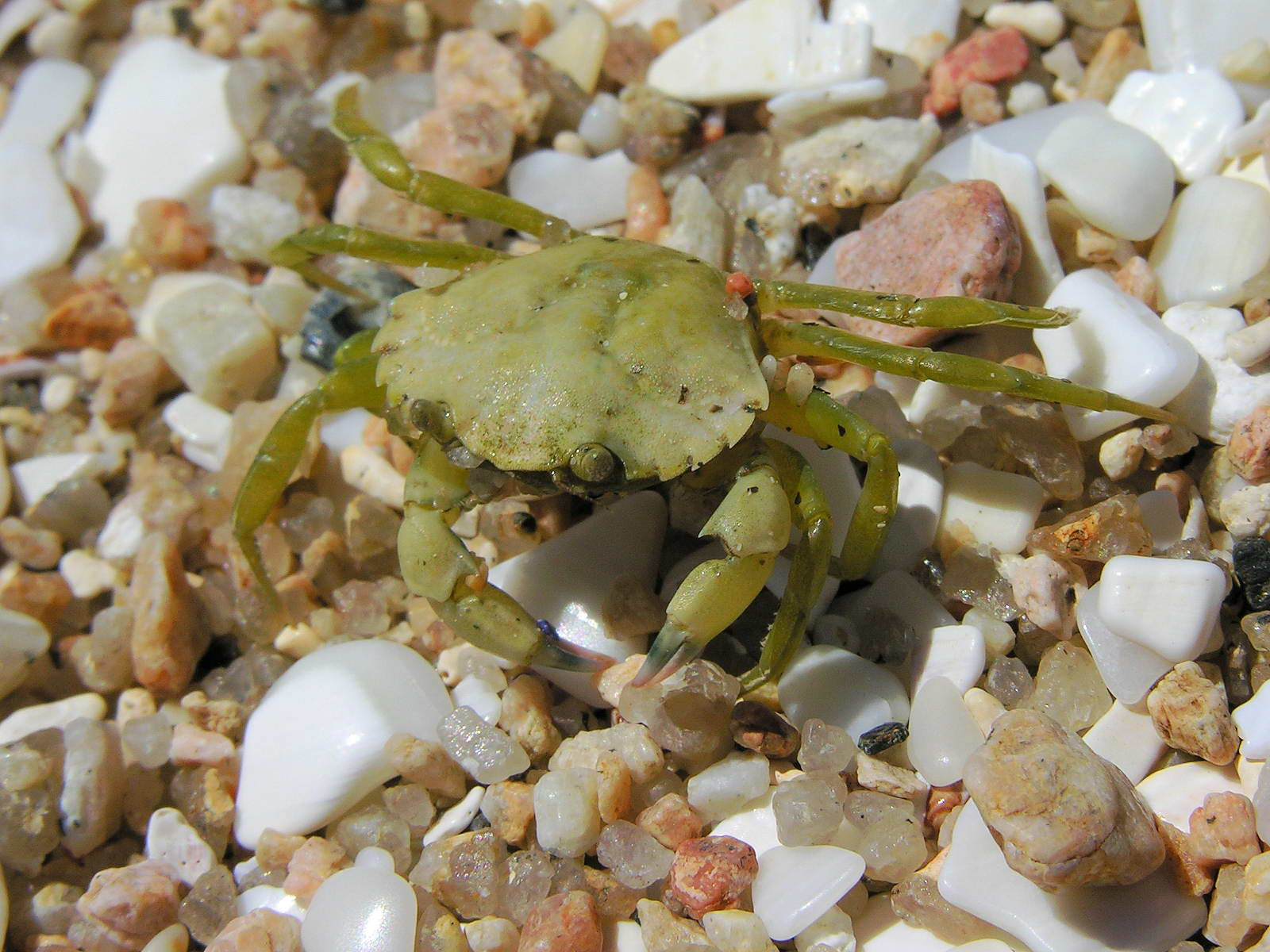
Crustáceos de Galicia (España)

Los organismos eurihalinos son aquellos seres acuáticos que son capaces de vivir en aguas que poseen un amplio rango de concentración de sales (por ejemplo, en un río aguas arriba y cerca de la desembocadura) sin que se vea afectado su metabolismo. Para ello utilizan sistemas de regulación de la salinidad, como las glándulas lacrimales, las fosas nasales, etc. Intentan tener una concentración salina similar a la del fluido (agua).
Un ejemplo de peces eurihalinos son los salmones, que son capaces de vivir en el mar (medio con una concentración salina muy elevada: 37 g de sal por litro de agua) y en el agua dulce de un río de montaña, cuando lo remontan para desovar en las aguas limpias y frías. Otros organismos eurihalinos son las anguilas y las artemias.

## Etimología
El nombre "eurihalino" es un compuesto moderno formado a partir del adjetivo griego εὐρύς ("eurús" = "amplio"), el sustantivo griego ἅλς ("hals" = "sal") y el sufijo de origen latino "-ino" ( de lat. "-inus") que sirve para derivar adjetivos. 